# King Baggot
William King Baggot (7 de novembro de 1879 - 11 de julho de 1948) foi um ator de cinema, roteirista e cineasta estadunidense da era do cinema mudo. Baggot era referido nos cartazes publicitários, na época, como "King of the Movies", "The Most Photographed Man in the World" e "The Man Whose Face Is As Familiar As The Man In The Moon". Baggot esteve envolvido, como ator, em mais de 300 filmes, como roteirista em 18 filmes e na direção, em 45 filmes entre 1909 e 1947. Produziu, também, dois filmes, um pela sua própria produtora, a King Baggot Productions, e outro como produtor executivo (não-creditado).

## Biografia
Baggot nasceu em St. Louis, Missouri, filho de William Baggot (1845–1909) e Harriet M. "Hattie" King (1859–1933). Seus irmãos foram Amos Taylor Baggot (1881–1954); Thomas Gantt Baggot (1889–1979); John Marmaduke Baggot (1891–1975); Arthur Lee Baggot (1893–?); Marion L. Baggot (1896–1973); e Harriet D. Baggot (1899–1930). Seu pai nascera na Irlanda e emigrara para County Limerick, nos Estados Unidos, em 1852, sendo um proeminente agente estadual.
Baggot frequentou o Christian Brothers College High School, uma escola católica, onde ele se destacou nos esportes como uma estrela do soccer e baseball, tornando-se campeão do time de soccer.
Em 1894, King deixou St. Louis e foi em direção a Chicago, onde trabalhou como caixeiro de seu tio, Edward Baggot (1839–1903), cujos negócios incluíam a venda dematerial hidráulico, gás e material elétrico. Em 1899, voltou a St. Louis e jogou num time de soccer semi-profissional da cidade, assim como iniciou no teatro, num grupo teatral amador da Igreja Católica. Como gostou de atuar, ele também participou de outro grupo teatral amador, o Players Club of St. Louis. Enquanto isso, vendia bilhetes para o time de basebol St. Louis Browns e trabalhava como funcionário no ramo imobiliário de seu pai. Mas, como gostara de atuar, resolveu se tornar profissional.

## Carreira no teatro
Baggot começou sua carreira teatral em uma companhia teatral Shakespeareana, numa tournée através do país, atuando sob a gerência de Liebler and Company, uma das maiores produtoras teatrais da época. Ele também atuou sob a gerência dos Frohman Brothers e da The Shubert Organization, e atuou durante cinco semanas em Nova Iorque em The Queen of the Highway. Outras peças em que atuou incluem a comédia Mrs. Wiggs of the Cabbage Patch, que foi encenada na Broadway em 1906, Salomy Jane e In the Bishop's Carriage.
Enquanto estava atuando no teatro em St. Louis, no verão de 1909, Baggot trabalhou com Marguerite Clark em Peter and Wendy e The Golden Garter. Nas duas semanas da temporada, ele fez pequenos papéis em Froufrou e Jenny, ambos estrelados pela Condessa Venturini. Quando a temporada terminou, ele fez parte do elenco, ao lado de Marguerite Clark, da produção da Schubert The Wishing Ring, que foi adaptada por Owen Davis de uma história de Dorothea Deakin. Outro membro do elenco, Cecil B. DeMille, também atuou na peça.
Quando The Wishing Ring terminou em Chicago, Baggot voltou para Nova Iorque, para trabalhar em outra companhia. Após um encontro casual com Harry Solter, que estava dirigindo filmes para Carl Laemmle no Independent Moving Pictures Company (IMP), ele foi convencido a ir com Solter ao set de filmagem. Os filmes na época naão se atinham à profissão dramática, mas sim eram vistos como uma mera gravação de acrobacias, mas Baggot foi junto. Ele se divertia nos gestos violentos e pulando dentre os atores, não levando nada a sério, no entanto, tornou-se interessado na indústria incipiente e mais tarde decidiu experimentar a atuação cinematográfica.

## Carreira cinematográfica
O primeiro filme de Baggot foi o curta-metragem The Awakening of Bess (1909), ao lado de Florence Lawrence, e dirigido pelo marido dela, Harry Solter, para a Independent Moving Pictures Company em Fort Lee, Nova Jérsei. Numa época em que os atores trabalhavam anonimamente, sem créditos nos filmes, Baggot e Lawrence se tornaram os primeiros "movie stars" a promoverem o faturamento, os letreiros e as promoções de publicidade.

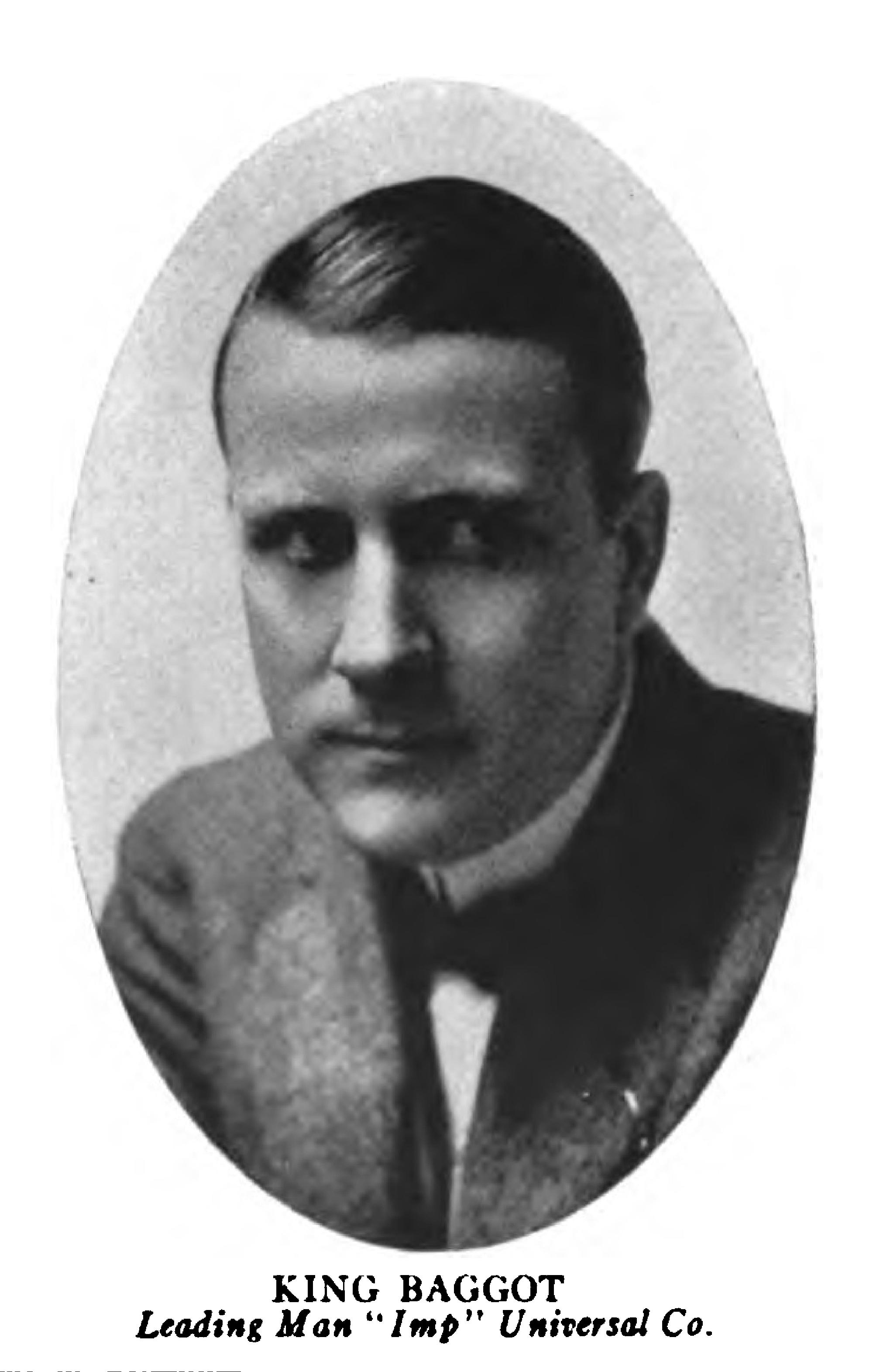
Baggot em 1914.

Em abril de 1910, Baggot estava em casa de sua mãe em St. Louis, quando o Censo estadunidense de 1910 foi realizado.
Baggot estrelou perto de 42 filmes ao lado de Lawrence entre 1909 e 1911, e em 1911, estrelou 16 filmes ao lado de Mary Pickford, que foi contratada para substituir Lawrence após ela e Solter quebraram seus contratos, incluindo o drama Sweet Memories, dirigido por Thomas H. Ince.
Baggot começou a escrever roteiros e a dirigir filmes, enquanto se tornava uma das maiores estrelas do cinema da época. Em 1912, ele era tão famoso que, quando ele entrou no prestigiado Screen Club, em Nova Iorque, a primeira organização desse tipo estritamente para o pessoal do cinema, ele foi a escolha natural para ser seu primeiro presidente.

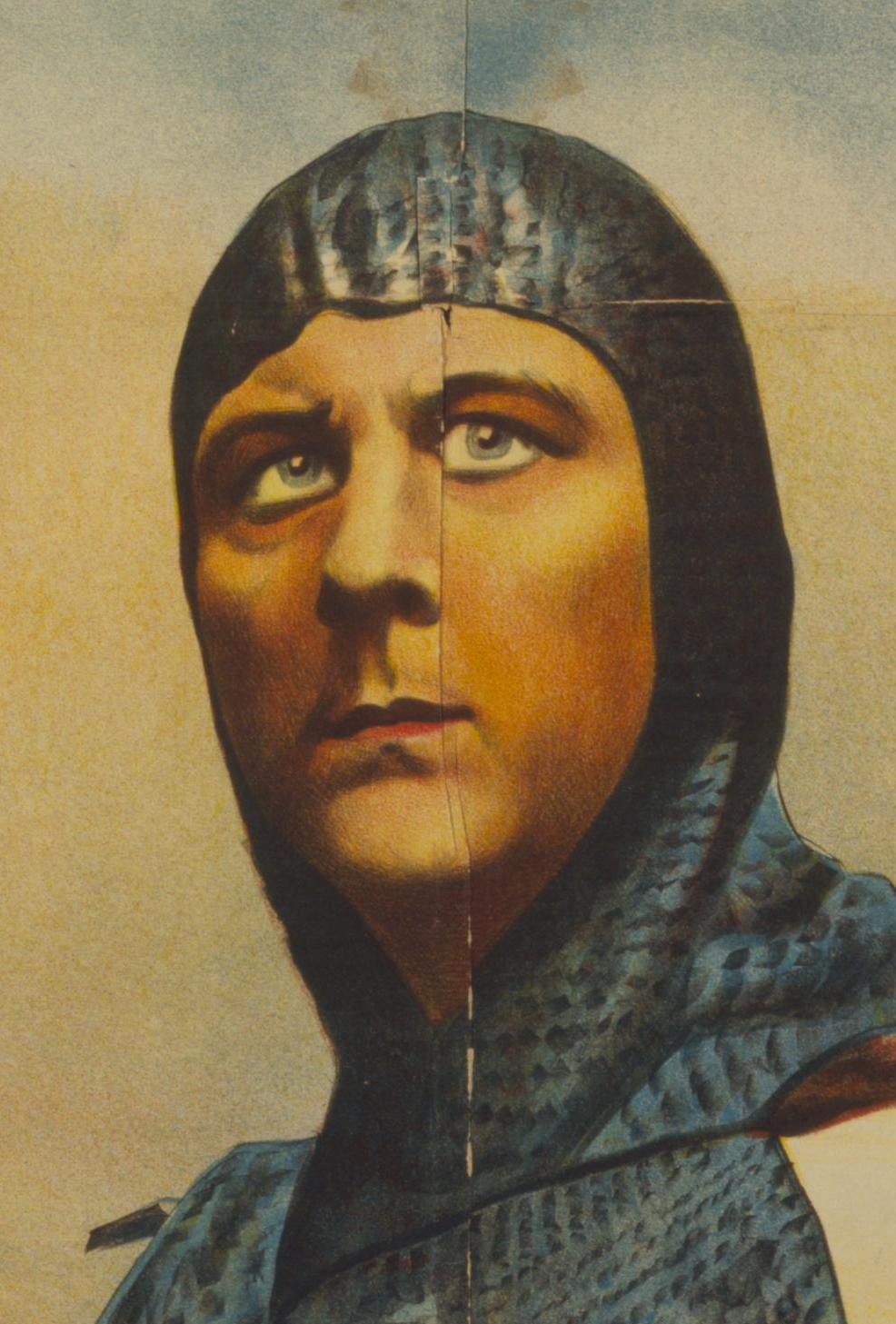
Baggot como Ivanhoé.

Em 3 de dezembro de 1912, casou com Ruth Constantine (28 de agosto de 1889–22 de dezembro de 1936) em Fort Lee, Nova Jérsei. Tiveram um filho, Robert King Baggot (11 de julho de 1914–18 de maio de 1965). O filho era um cameraman, e morreu no Hawaii, enquanto trabalhava em um filme. Robert King Baggot teve dois filhos, o cinematografo Stephen King Baggot (nascido em 1943) e Bruce Baggot (nascido em 1947).
Baggot estrelou como Ivanhoé em Ivanhoe (1913), um filme de aventura e drama locado na Inglaterra e no Chepstow Castle, no País de Gales. Ele interpretou Jean Dumas no drama Absinthe (1914), filmado em Paris. No filme de 1914 Shadows, Baggot dirigiu e interpretou dez diferentes personagens.
Em um registro na época da Primeira Guerra Mundial, em 12 de setembro de 1918, Baggot e sua esposa estavam vivendo em Nova Iorque.
Em 1918, ele interpretou Harrison Grant no seriado em 20 capítulos The Eagle's Eye (1918), ao lado de Marguerite Snow, em uma adaptação das experiências do diretor do FBI William J. Flynn, produção de Whartons Studio, e interpretou Sheldon Steele (The Hawk) no seriado The Hawk's Trail (1919), ao lado de Grace Darmond.
Como diretor, Baggot dirigiu Marie Prevost na comédia romântica Kissed (1922); dirigiu também Mary Philbin e William Haines no romance The Gaiety Girl (1924). Em 1925, dirigiu William S. Hart em seu mais famoso western, Tumbleweeds (1925), um drama sobre a corrida do ouro de Oklahoma em 1893.

## King Baggot Productions
Baggot formou sua própria companhia cinematográfica, a King Baggot Productions, e produziu e dirigiu The Home Maker (1925), um drama estrelado por Clive Brook e Alice Joyce, sobre a inversão dos papéis tradicionais de marido e mulher, que foi distribuído através da Universal Pictures. Foi o único filme da King Baggot Productions.

## Declínio

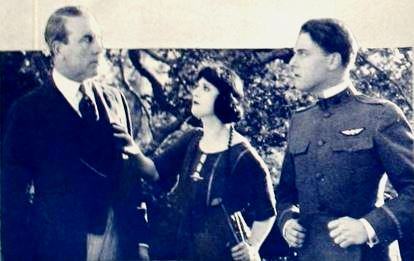
Cena do filme The Thirtieth Piece of Silver (1920) com King Baggot, Margarita Fischer e Forrest Stanley, (Motion Picture News, 1920).

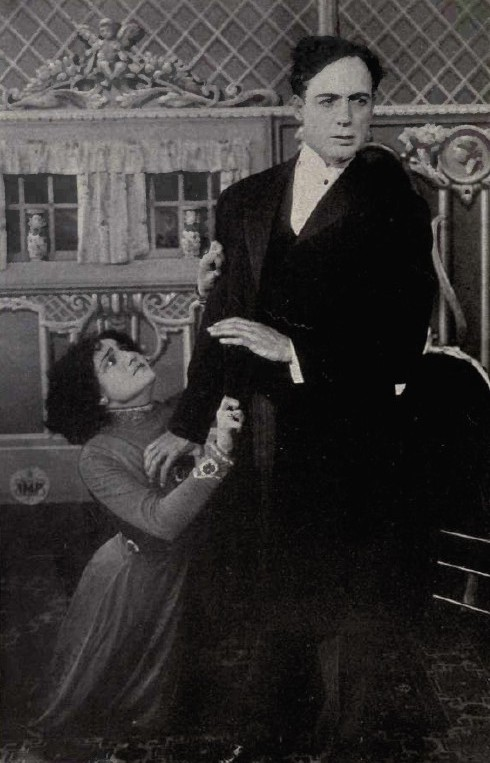
Cena do filme The Temptress (1911), dirigido por Joseph W. Smiley. A cena mostra King Baggot como "Gilbert Irving" e Lucille Young como "The Temptress" (Motion-Picture Work, 1914).

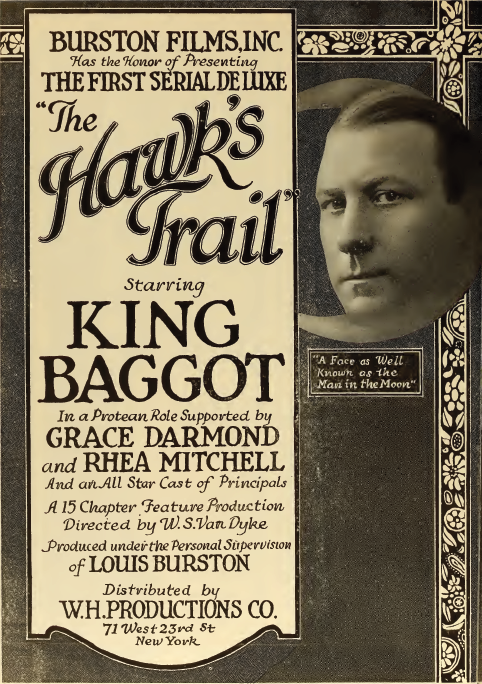
Cartaz anunciando King Baggot no seriado The Hawk's Trail (1919).

Baggot e sua esposa, Ruth, que se separaram em 20 de agosto de 1926, divorciaram-se em 1930. Ela alegou deserção, afirmando na denúncia que ele era um péssimo exemplo para seu filho, voltando para casa bêbado e com humor violento.
Seu alcoolismo e problemas com estúdios acabaram encerrando a carreira de diretor de Baggot, que passou a fazer pequenos papéis e trabalhos como extra, aparecendo em filmes dos anos 1930 e 1940, tais como Mississippi (1935).
Baggot atuou num papel não-creditado, como policial, no filme The Bad Sister (1931), estrelado por Conrad Nagel e Sidney Fox, com Bette Davis em seu primeiro papel. Ele também interpretou Henry Field, um diretor cinematográfico, no filme da Monogram Pictures Police Court (1932), co-estrelado por Henry B. Walthall, que conta a história de um ator alccolista (Walthall) tentando voltar a atuar. Em 1933, Baggot, Florence Lawrence, Paul Panzer e outra grande ex-estrela da era do cinema mudo, Francis Ford, receberam pequenos papéis no que seria o último filme de Mary Pickford, Secrets (1933).
Na coluna do Los Angeles Times de 1 de março de 1946, Hedda Hopper escreveu: "King Baggot, que é um dos nossos maiores diretores, está trabalhando como extra em The Show-Off (1946). Enquanto estava vivendo no Aberdeen Hotel em Venice, Los Angeles, Baggot fez um pequeno papel sem créditos na comédia My Brother Talks to Horses (1947), estrelada por Jackie 'Butch' Jenkins e Peter Lawford. Seu último filme foi Good News, lançado em dezembro de 1947, em que fez um pequeno papel não-creditado. Doente, retirou-se do cinema.
King Baggot morreu aos 68 anos de idade de um AVC em um sanatório em Los Angeles. Seu funeral foi conduzido na capela do Pierce Brothers Hollywood Mortuary em 15 de julho de 1948. Foi sepultado no Calvary Cemetery em Los Angeles.
Baggot tem uma estrela na Calçada da Fama, no 6312 Hollywood Boulevard, em Hollywood.

## Filmografia parcial

### Atuação
- Sweet Memories (1911) como Edward Jackson
- The Scarlet Letter (1911) como Reverendo Dimmesdale
- The Lie (1912) como Capitão Robert Evans
- Dr. Jekyll and Mr. Hyde (1913) como Dr. Henry Jekyll / Mr. Hyde
- Ivanhoe (1913) como Wilfred of Ivanhoe
- Absinthe (1914) como Jean Dumas
- The Corsican Brothers (1915) como Louis de Franchi / Fabien de Franchi
- The Eagle's Eye (1918) como Harrison Grant
- Kildare of Storm (1918) como Basil Kildare
- The Hawk's Trail (1919) como Sheldon Steele (The Hawk)
- The Thrill Chaser (1923)
- The Bad Sister (1931)
- Police Court (1932) como Henry Field, Movie Director
- The Red Rider (não-creditado, 1934)
- Tailspin Tommy (não-creditado, 1934)
- Mississippi (1935) como Gambler (não-creditado)
- The Call of the Savage (não-creditado, 1935)
- San Francisco (1936)
- The Adventures of Frank Merriwell (1936)
- Come Live with Me (1941) como Doorman
- Jackass Mail (1942) como Old Miner (não-creditado)
- Air Raid Wardens (1943)
- The Postman Always Rings Twice (1946)
- Good News (1947)

### Direção
- The Lie (1912)
- Kissed (1922)
- The Gaiety Girl (1924)
- Raffles (1925)
- The Home Maker (1925)
- Tumbleweeds (1925)
- Lovey Mary (1926)
- The Notorious Lady (1927)

### Produção
- Traffic in Souls (1913)
- The Home Maker (1925, pela King Baggot Productions)